# La Femme en bleu (Gainsborough)
Pour les articles homonymes, voir La Femme en bleu.
La Femme en bleu est un portrait du peintre anglais Thomas Gainsborough, réalisé entre 1770 et 1780, conservé au palais d'Hiver, un des lieux des collections du musée de l'Ermitage à Saint-Pétersbourg, en Russie. L'œuvre est datée de l'époque ou le peintre était rentré de Bath, après 15 ans de résidence dans cette localité.
Le tableau représente une femme jeune, d'identité inconnue, très élégante, assez commune dans les portraits de l'artiste. La modèle reflète le prototype de beauté de l'Angleterre au milieu du XVIIIe siècle.